# تلمبه اسلام‌آباد (سیرجان)
تلمبه اسلام‌آباد، روستایی در دهستان شریف‌آباد از توابع بخش مرکزی شهرستان سیرجان در استان کرمان است.

## جمعیت
این روستا در شریف‌آباد قرار دارد و براساس سرشماری مرکز آمار ایران در سال ۱۳۹۵، جمعیت آن ۹۳ نفر (۲۸ خانوار) بوده‌است.